# Museo Franz Liszt
Il Museo Franz Liszt (in ungherese Liszt Ferenc Emlékmúzeum) è situato a Budapest, in Ungheria, all'interno di una casa rinascimentale ad angolo, progettata da Adolf Lang nel 1877. Sopra le finestre del secondo piano ci sono bassorilievi di famosi compositori, come Bach, Mozart, Haydn, Erkel, Beethoven e lo stesso Liszt. 
Liszt non solo visse in questa casa, ma fondò anche un'accademia musicale nella città.

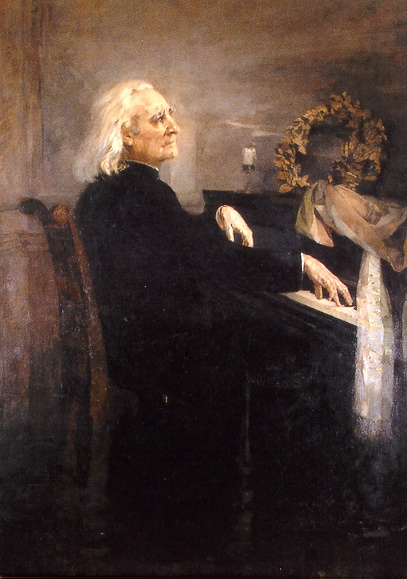
Elise Ransonnet-Villez, Liszt al pianoforte, 1879, Museo Franz Liszt, Budapest

Nel 1986, in occasione del centenario della morte di Franz Liszt, fu aperto questo museo nella sua abitazione. Vari oggetti sono qui raggruppati, tra cui documenti, mobili e due pianoforti, su cui il musicista suonava e componeva.